# Bufón (banda)
Bufón fue una banda de rock proveniente de Montevideo, Uruguay, formada oficialmente en 1998. Entre 2003 y 2004 la banda empezó a afianzarse y escucharse por las radios, despertando el interés del público y ganando trascendencia. La banda se disolvió en el año 2009 tras el fallecimiento de su líder y vocalista, Osvaldo «Ossie» Garbuyo. El estilo musical de la banda estaba definido por la fusión de elementos funk, reggae y metal.

## Historia
Bufón nació como banda a mediados de 1998 en Montevideo, Uruguay, cuando el vocalista Osvaldo Garbuyo, el bajista Aníbal Pereda (anteriormente vinculados en el grupo La Yuyera) y el baterista Jim Porter (posteriormente en Kato) entraron en contacto con el guitarrista Gabriel Méndez mediante un aviso. Con esta formación, la banda comenzó a presentarse en el circuito de boliches montevideanos y a desarrollar su repertorio. En febrero de 1999, Jim Porter fue reemplazado por Diego Méndez en la batería. Esta formación se mantuvo hasta finales de 2007, año en que Méndez abandonó el grupo.
Luego de un par de años en donde la banda generó un fiel grupo de seguidores y amigos a través de numerosas presentaciones en la capital, el año 2002 marcó una etapa de cambio. El grupo comenzó a presentarse en el interior, viajó a Buenos Aires para telonear a La Vela Puerca en Cemento y empezó a sonar frecuentemente en las radios gracias a la grabación de su demo Dios salve al Bufón. Además, logró el cuarto puesto en el Pepsi Bandplugged (entre más de seiscientas bandas) y se presentó en el Teatro de Verano.
La música de Bufón transitó por muchos caminos, siempre desde un sonido poderoso. Desde el metal, pasando por el funk, el reggae y hasta el jazz, los elementos que componen cada una de las canciones se fusionan hasta lograr el sonido característico de la banda. Las letras de Ossie se destacan por su gran cuota de ironía, por su forma de tratar con acidez y sutileza tanto temas sociales como más personales, logrando que cada oyente realice una interpretación propia de cada canción.
Luego de mucho trabajo, el 2003 es el año del lanzamiento de Nérpola, primer CD de la banda, por el sello Koala Records. En 2004, el trabajo previo de la banda empezó a dar sus frutos y las presentaciones de la banda se hicieron cada vez más concurridas. Luego de tocar frente a una multitud teloneando a la Bersuit Vergarabat y de tocar en todo Montevideo y el interior, Bufón realizó la presentación oficial de Nérpola en la Sala Zitarrosa, en un show a pleno, con muchos invitados y sorpresas. En noviembre, la banda se presentó en el Pilsen Rock de Durazno.
A lo largo de 2005, Bufón siguió recorriendo el interior, ampliando su público y preparando nuevo material. En los últimos días de junio, la banda ingresó a grabar su segundo trabajo discográfico en los Estudios Arizona. La grabación se extendió a lo largo de cuatro meses durante los cuales Bufón no dejó de presentarse en vivo en todo el país, tocando parte del nuevo material. Este nuevo trabajo fue Amor liviano, editado en noviembre.
Luego de un año y medio llevando Amor liviano a todo el país y Buenos Aires —en el Estadio Obras Sanitarias, otra vez como teloneros de La Vela Puerca—, en 2008 comenzó una nueva etapa para la banda. Luego de casi diez años, a finales de 2007, Diego Méndez abandonó la banda siendo reemplazado por Sergio «Toto» Núñez. Con esta nueva formación, Bufón grabó Buenísimo, su tercer y último disco, editado a fines de 2008.
En las últimas horas del 4 de septiembre de 2009 se confirmó la noticia del fallecimiento de Ossie Garbuyo, la voz líder del grupo. El joven músico se encontraba en plena campaña de difusión del último disco de Bufón. El 19 de noviembre de 2009 se presentaron por última vez, a modo de despedida y homenaje a Osvaldo Garbuyo, en La Trastienda de Montevideo. En mayo de 2018 los miembros de la banda se reunieron junto a Marcos Dos Santos —cantante de Nérpola, banda tributo a Bufón— para tocar en un concierto.

## Discografía
- Nérpola (2003)
- Amor liviano (2005)
- Buenísimo (2008)

## Miembros
- Osvaldo «Ossie» Garbuyo - voz y letras (1998-2009)
- Gabriel Méndez - guitarra y coros (1998-2009)
- Aníbal Pereda - bajo (1998-2009)
- Sergio «Toto» Núñez - batería (2008-2009)
- Diego Méndez - batería (1999-2007)
- Jim Porter - batería (1998-1999)